# Roger’s Garage Rahn
Roger’s Garage Rahn war ein deutscher Hersteller von Automobilen.

## Unternehmensgeschichte
Das Unternehmen aus Raisdorf begann 1987 mit der Produktion von Automobilen. Der Markenname lautete Rahn-Fox. Etwa 1989 endete die Produktion.

## Fahrzeuge
Das einzige Modell war ein offenes Freizeitauto. Das Fahrzeug hatte einen Gitterrohrrahmen, darauf waren Aluminium-Bodenplatten montiert. Die Karosserie bestand lediglich aus einer kleinen Fronthaube und vier abnehmbaren Kotflügeln aus Gummi. Dazu war ein Überrollbügel montiert, aber keine Windschutzscheibe. Das Fahrzeug bot Platz für zwei Personen. Die Fahrzeuglänge betrug 370 cm und die Fahrzeugbreite 170 cm. Für den Antrieb sorgte ein Vierzylinder-Boxermotor vom VW Käfer mit 1600 cm³ Hubraum und 50 PS Leistung, der im Heck montiert war. Der Neupreis betrug 6.800 DM als Bausatz und 15.000 DM für das Komplettfahrzeug.